# Meubles Demeyere
Pour les articles homonymes, voir Demeyere.
CBA Meubles, anciennement connue sous le nom de Meubles Demeyere ou Demeyere Group, est une entreprise de fabrication de meubles livrés en kit située à Pérenchies. L'entreprise est fondée en 1909. Elle participe au développement économique et social[non neutre] des Hauts-de-France depuis cette date. 

## Histoire
En 1909, Lucien Demeyere décide de rester un menuisier-ébéniste indépendant en créant une entreprise à son nom dans son village natal, rue de la Prévôté à Pérenchies.[source secondaire souhaitée]
En 1956, il transmet la direction à son fils Pierre qui va spécialiser l'entreprise dans la fabrication de meubles en kit et moderniser les outils de production. Meubles Demeyere vend désormais à l'étranger.[réf. nécessaire]
En 2012, Bernard Demeyere est contraint de laisser son poste de PDG à son frère Frédéric dans un contexte difficile : la crise économique et la chute des ventes à l'export ont provoqué une baisse de 48 % du chiffre d'affaires ; un plan social doit être mis en œuvre, plan sur lequel les deux frères affichent des désaccords publiquement. L'année suivante, le plan concerne finalement 30 employés. 
En 2019, un second plan, imposé par la baisse des achats d'un des clients (Conforama), concerne 48 salariés,.
La crise du Covid-19 a un fort impact sur l'entreprise en 2020 : un prêt garanti par l'État (PGE) lui est octroyé pour assurer sa pérennité.
En décembre 2021, l'entreprise est placée en redressement judiciaire. L'entreprise ne dispose alors plus que de trois à quatre mois de trésorerie.
Le 31 mars 2022, le tribunal de commerce de Lille désigne le groupe marocain Safari, à travers sa filiale CEMA Bois de l’Atlas, comme repreneur des activités de l'entreprise et de 478 salariés sur 716,. Pour cela, CEMA Bois de l'Atlas crée une filiale française dénommée « CBA Meubles ».